# Ми-26
Ми-26 е руски тежкотоварен военнотранспортен хеликоптер. Разработването му цели замяната на остарелия парк от транспортни вертолети Ми-6 и Ми-10. По класификацията на НАТО машината е обозначена като „Halo“.

## История
В началото на 1970-те години конструкторското бюро „Мил“ започва разработването на нов тежкотоварен траспортен хеликоптер, който да замени вече остарелите модели Ми-6 и Ми-10. Машината е предназначена за превоз на различни видове военна техника, доставка на боеприпаси, продоволствие, снаряжение и други материални средства; прехвърляне на войски и техника и евакуация на ранени и болни, а в някои случаи и за стоварване на тактически десанти.
Проектът получава обозначение Ми-26 или изделие 90 и ОКБ „Мил“ през август 1971 г. започва работа по създаването на първия ескизен прототип.
През 1972 г. ОКБ „Мил“ получава положителното заключение на различните съветски авиационни институти и ВС на СССР. В края на същата година е готов и ескизният проект на новата машина и започва работата по монтажа на различните агрегати и детайли върху дървен модел.
През 1975 г. завършва окончателната работа по макета на машината и той е одобрен от държавна комисия. Съгласно постановление на правителството започва работа по създаването на прототип на Ми-26. През следващата 1976 г. са извършени множество стендови и наземни изпитания, а в средата на декември 1977 г. е извършен и първият полет.
През февруари 1978 г. машината прави първия си демонстрационен полет пред представители на държавната приемна комисия. Държавните изпитания започват през 1979 г. и окончателно са завършени на 26 август 1980 г. като машината е приета на въоръжение във ВС на СССР и започва производството ѝ в Ростовския авиационен завод.
Първата серийна машина Ми-26 се издига във въздуха на 25 октомври 1981 г., като в периода 1981 – 1997 г. в Ростов на Дон са построени 276 хеликоптера. Около 40 от тях са експортирани в чужбина, от тях Канада – 12, Индия – 10, Северна Корея – 2, Южна Корея – 1, Малайзия – 2, Перу – 2 и др.

## Тактико-технически характеристики
Хеликоптерът Ми-26 е изпълнен по едновинтова носеща схема с рулеви винт, два турбовални газотурбинни двигателя и триопорно шаси.
Корпусът е изпълнен от алуминиево-литиеви и титанови сплави. Фюзелажът е с размери – дължина 40,03 m и ширина 3,25 m. В носовата част на корпуса е разположена 5-местната кабина за екипажа. Отпред са двете места за пилотите, зад тях са разположени местата на бордовия инженер, щурмана-радист и оператора кранист. Зад пилотската кабина е разположен малък салон, който побира 4 пътници.
Товарната кабина е разположена в центъра на корпуса и е с размери – дължина 12 m, ширина 3,20 m и височина 3,17 m. Обемът ѝ е 121 m³. В кабината са монтирани механизирани устройства за товаро-разтоварна работа – 2 електротелфера (товароподемност 2500 kg) и електрическа лебедка (товароподемност 500 kg). Подът е с ролкови механизми и крикове за застопоряване на товарите. В задната част на кабината е монтиран товарен люк и рампа с хидроусилвателен механизъм за позициониране. На левия борд е монтирана врата, която при отваряне се използва за стълба.
В задната си част фюзелажът завършва с къса опашна конзола, на която са разположени вертикалният и хоризонталният стабилизатори и рулевия винт.
Шасито е триопорно, неприбиращо се по време на полет. На предната опора е монтирано двойно самоориентиращо се колело. Двете главни опори също са с двойни колела. Малките им стойки са двукамерни и осигуряват изменение на клиренса по време на кацане.
Носещият винт е осемвитлов, с диаметър 32 m. Витлата са от стъклопласт, шарнирно закрепени, с хидравлични демпфери за снижаване колебанията по време на полет; имат правоъгълна форма, с хорда 0,83 m; режещият преден ръб на витлата е с покритие от титанови сплави. Лонжероните са тръбни, направени от стомана. Рулевият винт е петвитлов с диаметър 7,67 m.
Двата турбовални газотурбинни двигателя са с мощност 11 400 к.с. (8390 kW) всеки. Разположени са един до друг над фюзелажа, в отделни гондолни обтекатели и са разделени с противопожарна преграда. Имат размери – дължина 5,75 m, ширина 1,4 m и височина 1,12 m. Сухата им маса е 1050 kg. Двигателите са с двустепенна свободна турбина (8200 об/мин), шестстепенен компресор за ниско налягане (10 950 об/мин) и седемстепенен компресор за високо налягане (14 179 об/мин). Двигателните въздухозаборници имат прахозащитни устройства и електрическа противообледенителна система. Двигателят е снабден със система за автоматично поддържане оборотите на носещия винт. При излизане от строя на единия двигател, другият автоматично преминава в режим на извънредна мощност. Под кабината на екипажа, от лявата страна, е разположена спомагателна силова установка за запускане на двигателите.
Трансмисията на хеликоптера се състои от главен редуктор, две муфи за свободен ход, валове за предаване на въртящия момент до рулевия винт, междинен редуктор и редуктор на рулевия винт. Главният редуктор е тристепенен, с модулна конструкция. Има дължина 2,5 m и тегло 3640 kg.
Горивната система се състои от 8 резервоара за гориво с обща вместимост 12 000 л. Резервоарите са разположени под пода на кабината. Свързани са чрез система от помпи с два разходни резервоара монтирани над двигателите.
Системата за управление включва две хидравлични системи за управление на хидравличните механизми. Електрическата система за постоянен ток е с напрежение 28 V.
Летателната система включва навигационен комплекс, осигуряващ полет при всякакви метеорологични условия, по всяко време на денонощието. Комплексът се състои от комбинирана система за определяне на курса „Гребен-1“, командно-пилотажен модул ПКМ-77М, автоматичен радио компаси АРК-19 и АРК-УД, авиохоризонт АГР-83-15, доплеров измерител на скоростта ДСИИ-32, радиовисотомер А-036, антенно-фидерно устройство „Ромашка“, система за близка навигация ВЕЕР-М. В състава на пилотажния комплекс ПКБ-26 влизат: четириканален автопилот, система за управление по зададена траектория, система за директно управление и система за гасене колебанията на товара. Оборудването включва и метеорадиолокатор, 2 УКВ и 2 КВ радиостанции, устройство за самолетна свръзка, бордови ТВ комплекс БТУ-1Б, магнитна система за регистриране на полетните данни и комплекс за речево оповестяване при възникване на авария.
На военно-транспортните модификации е монтирано оборудване за създаване на ИЧ смущения и система за намаляване топлинното излъчване на двигателите.
Във военно-транспортен вариант хеликоптерът може да превозва две БМП или до 80 войници в пълно бойно снаряжение.

## Модификации
- Ми-26 – базов модел на военно-транспортния хеликоптер.
- М-26А – модифициран вариант на Ми-26 с обединена система за управление, навигация и автоматично следене за предварително зададен курс. Създаден е през 1985 г.
- Ми-26Л – летяща лаборатория за изследване на замърсяването на шелфовата зона. Машината е създадена през 1990 г.
- Ми-26Л235 – летяща лаборатория за геологически наблюдения. Машината е създадена през 1987 г.
- Ми-26НЕФ-М – хеликоптер за далечно откриване на ПЛ. Машината е оборудвана с ХАС за търсене и съпровождане на ПЛ. През 1990 г. е оборудван един хеликоптер.
- Ми-26П – граждански вариант на Ми-26 със салон за 70 пътници.
- Ми-26ПК – хеликоптер за крано-вомонтажни работи, създаден през 1997 г.
- Ми-26ПП – хеликоптер за радио-електронна борба, създаден през 1986 г. Предназначен за борба със системите за ДРЛО.
- Ми-26С – модификация, създадена през 1986 г. в хода на ликвидацията на последиците от аварията в Чернобилската АЕЦ. Машината е снабдена с резервоари и система за разпръскване на деактивационна течност.
- Ми-26Т – граждански вариант на хеликоптера, създаден през 1983 г. Монтирани са допълнителни средства за навигация и свръзка и специално оборудване. Използва се и за борба с пожари.
- Ми-26ТМ – вариант, използван като летящ кран. Добавена е допълнителна кабина за оператора, отговарящ за товара, разположена под фюзелажа.
- Ми-26ТС – вариант на Ми-26Т, създаден през 1995 г.
- Ми-26ТП – противопожарен вариант. Машината може да превозва на външно окачване резервоар с вместимост 15 т.
- Ми-26ТЗ – хеликоптер-цистерна, превозващ 14 040 л гориво и смазочни материали. Оборудван с устройство за зареждане на 4 самолета или 10 автоцистерни. Машината е създадена през 1988 г.
- Ми-26М – усъвършенстван модел на хеликоптера с нови газотурбинни двигатели Д-127 „Прогрес“ (14 000 к.с.) всеки. Макс. полезен товар – 25 000 kg. Произвеждан серийно от 1996 г.
- Ми-27 – хеликоптер проектиран на базата на Ми-26 като въздушен КП, предназначен за управление на войските в реално време. По външен вид и размери не се отличава съществено от базовия модел. Въоръжен с апаратура за въздушно и радиоелектронно разузнаване и система за засекретена връзка. Машината е създадена през 1988 г.